# 동송정역
동송정역(Dongsongjeong station, 東松汀驛)은 대한민국의 철도 노선 경전선이 통과하는 역이다. 광주광역시 광산구 우산동, 삼랑진역 기점 297.9킬로미터 되는 곳에 있는 이 역은 광주도심철도 이설 사업과 동시에 광주선과 경전선의 분기점의 신호를 제어하기 위해 세워졌다. (분기점은 광주송정 방면으로 0.6km 떨어져 있다). 여객/화물 취급은 하지 않으며, 대피선이 있어서 화물 열차가 신호 대기를 위해 가끔 정차하기도 한다.

## 연혁
- 2000년 8월 10일 : 신호장으로 영업 개시[1]
- 2017년 12월 18일 : 철도거리표 상 여객 및 화물 취급 표기 오류 정정[2]